# Máscara del Dios Murciélago
La máscara del Dios Murciélago es una pieza de jade elaborada entre los años 200 a. C. .-200 d. C., durante el Período Preclásico mesoamericano, por la cultura zapoteca, civilización precolombina de Mesoamérica, que se asentó en los valles centrales y el Istmo de Tehuantepec, México, desde 1500 a. C. hasta 1521 d. C., y que dio origen al actual estado de Oaxaca, la máscara está considerada como una obra maestra de las realizadas por esta cultura prehispánica.

## Hallazgo e historia
La máscara fue hallada en una ofrenda que acompañaba a cinco esqueletos en el adoratorio la cual era una ofrenda a los muertos debido a que ellos les rendían tributo, al este del Montículo H de la plaza central, en el yacimiento arqueológico de Monte Albán, situado a 10 km de la ciudad de Oaxaca de Juárez, capital del estado mexicano del mismo nombre, antigua ciudad zapoteca de Dani Baá.
La máscara representa una cara humana y encima de ella la imagen del Dios-Murciélago zapoteco, llamado Pitao Ziña.
Actualmente la máscara se conserva en la sala de las Culturas de Oaxaca del Museo Nacional de Antropología (México). 

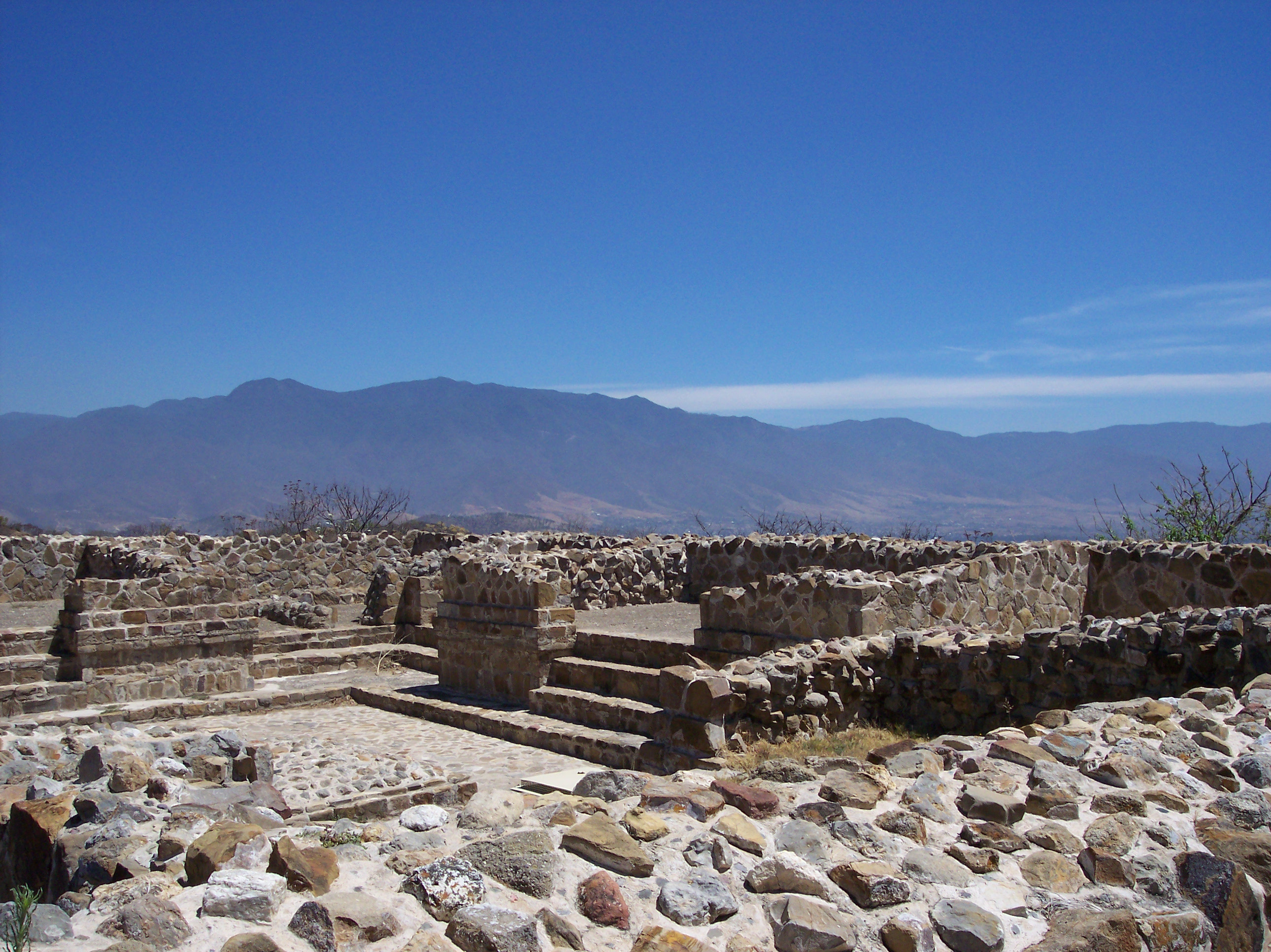
Construcciones en el Monte Albán.

## Características
- Diseño: Máscara pectoral
- Material: 25 piezas de jade verde oscuro, y con ojos y dientes elaborados con la cáscara del molusco strombus.
- La máscara incorpora tres placas de pizarra colgantes.